# Западная Шельда

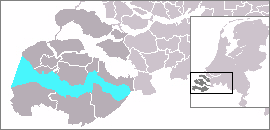
Расположение Западной Шельды

За́падная Ше́льда, Ве́стер-Схе́лде (нидерл. Westerschelde) — эстуарий реки Шельда, расположенный на юго-западе Нидерландов, в провинции Зеландия. Ранее у Шельды было несколько эстуариев (крупнейшим был Восточная Шельда), но они были отрезаны, и единственным прямым путём в Северное море осталась Западная Шельда. Эстуарий является важнейшим судоходным путём для порта Антверпена (Бельгия), поэтому в отличие от других рукавов он не был закрыт в рамках проекта «Дельта», вместо этого его берега были усилены дамбами.
В восточной части эстуария проходит Шельда-Рейн-канал, немного западнее имеется канал в Восточную Шельду, а в центральной части к эстуарию с юга подходит канал Гент-Тернёзен. У города Флиссинген, расположенного почти у впадения в море, на север отходит Канал-дор-Валхерен (Kanaal door Walcheren), который проходит через столицу провинции город Мидделбург и заканчивается в Вергате.
На дне Западной Шельды лежит множество затонувших кораблей. По соглашению между нидерландским и бельгийским правительствами, заключённом в 1995 году, многие из этих останков были убраны для улучшения условий судоходства. В течение 2003 года было убрано 38 останков, причём крупнейшим был 131-метровый корабль «Alan A. Dale».
В марте 2003 года под Западной Шельдой был открыт туннель Вестерсхелдетюннел длиной 6,6 км (самый длинный тоннель в Нидерландах). Тоннель связывает города Эллеваутсдейк на Зёйд-Бевеланде и Тернёзен в округе Зеландская Фландрия. Тоннель доступен для автомобилей и мотоциклов, а пешеходов и велосипедистов в него не пускают. Для них в западной части эстуария, между Флиссингеном и Брескенсом действует паром. Действовавшая ранее паромная переправа в восточной части Западной Шельды (между Перкполдером и Крёйнингеном) более не действует.